# Ligné, Loire-Atlantique

Ligné este o comună în departamentul Loire-Atlantique, Franța. În 2009 avea o populație de 4,376 de locuitori.